# ألبرت أوسفالد
ألبرت أوسفالد (بالألمانية: Albert Osswald) (16 مايو 1919 في غيسن - 15 أغسطس 1996 في شفانغاو)، كان سياسي ألماني (SPD). من 1969 إلى 1976 كان رئيس وزراء ولاية هسن.

## روابط خارجية
- ألبرت أوسفالد على موقع مونزينجر (الألمانية)